# Comensalism
Comensalismul este forma de relații între două organisme în care unul folosește resturile de hrană ale celuilalt.